# 太空工程
太空工程（英語：Astronautical Engineering），工程學的理論與實做領域之一，主題在研究在地球大氣層之外的航行技術，也就是研究航太科技的學科。人造衛星與各種運載工具的設計與製作就是這個領域的課題之一。
太空工程需要面對在太空的高度真空、強力輻射線、在近地轨道的地磁效應等嚴苛的環境。

## 子學門
- 航天动力学
- 太空飛行器推進